# Galambosi László

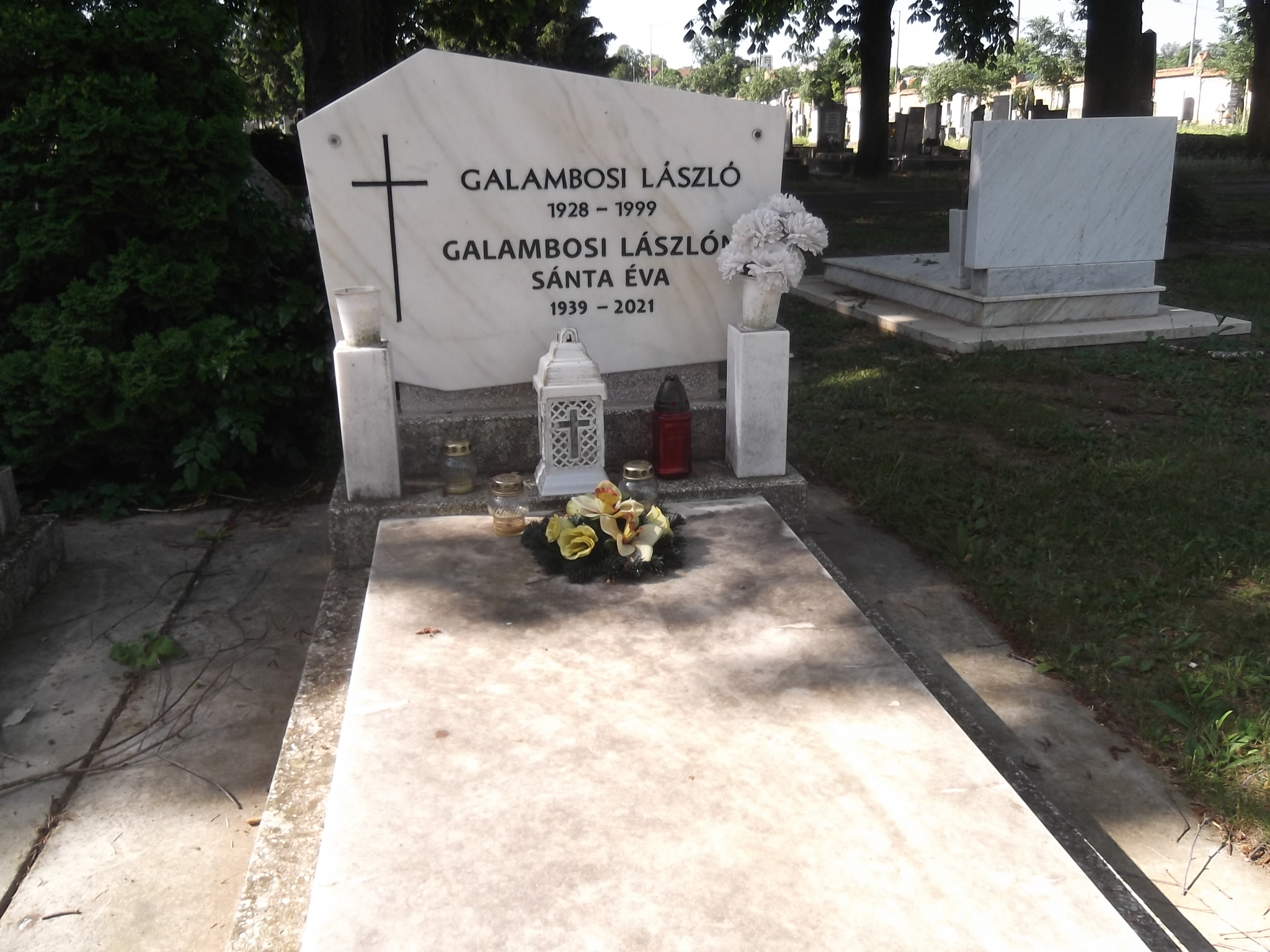
Sírja a Pécsi Köztemetőben. Parcella N, sor III., sírhely 8.

Galambosi László (Berkesd, 1928. július 2. – Budapest, 1999. március 11.) magyar költő, író, gyógypedagógus, tanár.

## Élete
Galambosi László Berkesden született 1928. július 2-án Galambosi Nándor és Vogronics Julianna gyermekeként.
1943–1948 között a pécsi Tanítóképző diákja volt. 1948–1951 között a Gyógypedagógiai Főiskola hallgatója volt.
1948–1973 között a pécsi Gyógypedagógiai Intézet tanáraként dolgozott. Költői pályáján a Jelenkor című irodalmi folyóirat indította el.

## Művei
- Lengő fényhidak (versek, társszerző (Makay Ida, Bertók László), 1964)
- Sárkányok és tűzfák (versek, 1967)
- A Kőliliom vára (versek, 1970)
- A láng örömei (versek, 1972)
- Az irgalom ágai (versek, 1974)
- Bárány és holló (versek, 1975)
- Lepkekirály (gyermekversek, 1975)
- A forrás lányai (versek, 1977)
- Röptető (gyermekversek, 1979)
- Teremtmények találkozása (versek, 1980)
- Naptollú vándor (válogatott versek, 1981)
- Gyolcsba ölelő (versek, 1984)
- Barangoló (gyermekversek, 1987)
- Szelídíteném a világot (versek, 1988)
- Sarkig tárt élet (versek, 1994)

## Díjai
- Zrínyi-díj (1966)
- Szocialista Kultúráért díj (1977)
- A Munka Érdemrend ezüst fokozata (1978)
- Janus Pannonius-díj (1984)
- Magyar Köztársasági Arany Érdemkereszt (1992)
- Pécs Megyei Jogú Város Millecentenáriumi Díja (1996)

## Külső hivatkozások
- Elhunyt Galambosi László
- A magyar irodalom története
- Kortárs magyar írók